# 帕舒基 (斯拉武塔區)
50°22′0″N 27°6′24″E / 50.36667°N 27.10667°E
帕舒基（烏克蘭語：Пашуки）是烏克蘭西部的村落，隸屬赫梅利尼茨基州的舍佩蒂夫卡區。該村面積1.48平方公里，海拔高度226米，2001年人口560，人口密度每平方公里378.4人。